# 0verflow
0verflow (オーバーフロー Ōbāfurō), có khi được gọi trại là Overflow, là một bộ phận sản xuất trò chơi điện tử Nhật Bản của Stack Ltd., chuyên về phát triển visual novel dành cho người lớn. 0verflow được biết đến nhiều nhất qua dòng trò chơi thương mại nổi tiếng School Days; School Days đã được chuyển thể thành nhiều loại hình truyền thông khác nhau và tác phẩm này có thêm hai phần tiếp theo nữa. Trụ sở của 0verflow tọa lạc tại Tòa nhà Sugishō (杉商ビル Sugishō Biru) ở Kanda, Chiyoda, Tokyo, Nhật Bản.

## Game
- 26 tháng 11 năm 1999: Large PONPON (らーじ・PONPON Rāji Ponpon?)
- 25 tháng 8 năm 2000: PureMail
- 27 tháng 4 năm 2001: 0verflow Pleasure Box (オーバーフローぷれじゃ～ボックス Ōbāfurō Purejā Bokkusu?)
- 28 tháng 12 năm 2001: Snow Radish Vacation (Snowラディッシュバケーション Sunō Radisshu Bakēshon?)
- 27 tháng 12 năm 2002: Let's go for the little sister! (妹で行こう! Imōto de Ikō!?)
- 1 tháng 4 năm 2003: Summer Radish Vacation!! (Summerラディッシュバケーション Samā Radisshu Bakēshon!!?)
- 28 tháng 12 năm 2003: Magical Unity (マジカル☆ユニティー Majikaru Yunitī?)
- 30 tháng 4 năm 2004: MISS EACH OTHER
- 15 tháng 10 năm 2004: LOST M
- 28 tháng 4 năm 2005: School Days (スクールデイズ Sukūru Deizu?)
- 27 tháng 1 năm 2006: 0verflow Premium Trilogy Box (オーバーフロープレミアムトリロジーボックス Ōbāfurō Puremiamu Torirojī Bokkusu?)
- 23 tháng 6 năm 2006: Summer Days (サマーデイズ Samā Deizu?)
- 19 tháng 3 năm 2010: Cross Days (クロスデイズ Kurosu Deizu?)
- 8 tháng 10 năm 2010: School Days HQ (スクールデイズ ハイクオリティ Sukūru Deizu Hai Kuoritī?)
- Sắp phát hành: TearMail